# Gavrilo Princip
Gavrilo Princip (Obljaj, 25. srpnja 1894. – Theresienstadt, 28. travnja 1918.), bio je atentator na Franju Ferdinanda i pripadnik organizacije Mlade Bosne.  Mladi Srbin iz Bosne vođen idejom izdvajanja svih južnih Slavena iz Austro-Ugarske monarhije izvršio je u Sarajevu 28. lipnja 1914. godine atentat na Franju Ferdinanda, austro-ugarskog prijestolonasljednika kada je ubio i njegovu trudnu suprugu Sofiju, vojvotkinju od Höchenberga. Ovaj događaj, poznat kao Sarajevski atentat, austrijsko ministarstvo vanjskih poslova i vojska iskoristili su kao razlog za preventivni rat protiv Srbije koji je bio povod za Prvi svjetski rat, a kasnije i raspad Austro-Ugarske monarhije.

## Životopis

### Djetinjstvo
Gavrilo Princip, sin poštara, rođen je u srpnju 1894. godine u mjestu Obljaj kod Bosanskog Grahova. Bio je jedno od devetero djece, od kojih je jedno umrlo u djetinjstvu. Njegovo zdravlje od najranije je dobi bilo problematično i patio je od tuberkuloze. U Sarajevu je pohađao Trgovačku školu. Gavrilo Princip je odgajan na srpskoj mitologiji, tijekom školovanja u Sarajevu na Trgovačkoj školi proširio je svoje vidike i postupno se odmicao od radikala u zatvorenim srpskim omladinskim đačkim organizacijama. Jedna od presudnih uloga za takav njegov postupak bila je prijateljstvo s Hrvatom Ivom Kranjčevićem koji mu je pomogao u školi, a poslije su se obojica "našli da jednako mislimo i osjećamo" iako su bili različitih nacionalnosti, što je za Principa bilo svojevrsno iznenađenje. Za vrijeme gimnazijskog školovanja bio je isključen iz šestog razreda zbog veze s jednom učeničkom protuaustrijskom organizacijom. O Principovom postupnom odmicanju od čiste prosrpske struje u Mladoj Bosni svjedoči navod iz njegovog pisma prijatelju Marku Maglovu, u kojem Princip nakon osnivanja Srpsko-hrvatske nacionalističke omladine 1912. u Sarajevu, piše: "Oni su nas (misli se srpski radikali, op. a.) otpočeli odmah da napadaju svim mogućim izrazima i naročito su nam predbacivali da nismo Srbi. Nastao je među nama dubok jaz i mržnja." Sva ta iskustva natjerala su Principa da još jače poradi na hrvatskosrpskom zbližavanju u okviru đačkih društava. Tako je na pretežno hrvatskim studentskim demonstracijama 18. veljače 1912. u Sarajevu, koje je organizirao bosanski Hrvat Luka Jukić, protiv mađarske vlasti u Hrvatskoj, među lakše povrijeđenima od policijskog konjičkog napada na demonstrante prve večeri bio i Gavrilo Princip, čiju je odjeću razderala policijska sablja. Princip je nakon toga još ustrajnije apelirao da se drugi srpski učenici pridruže demonstracijama. Princip se u svibnju 1912. preselio se u Beograd. U Beogradu je nastavio školovanje, završio srednju školu 1914. godine, i stupio u dodir s tajnom organizacijom Crna ruka. Naredne dvije godine većinom je vrijeme provodio je s drugim nacionalistima u planiranju ujedinjenja Bosne i Hercegovine i Srbije.[nedostaje izvor] Za vrijeme Prvoga balkanskog rata prijavio se u Srpsku vojsku kao dragovoljac ali je odbijen.[nedostaje izvor]

### Sarajevski atentat
Kada je objavljeno da će nadvojvoda Franjo Ferdinand naslijediti prijestolje Austro-Ugarske te da će posjetiti Sarajevo u lipnju 1914. godine Dragutin Dimitrijević, šef obavještajne službe u srpskoj vojsci i čelnik Crne ruke, poslao je tri čovjeka - Gavrila Principa, Trifka Grabeža i Nedeljka Čabrinovića u Sarajevo da izvrše atentat. Svakom je dao pištolj, dvije bombe i malu količinu cijanida. Naime, bilo je im je naređeno da izvrše samoubojstvo nakon što nadvojvoda bude ubijen jer je Dragutinu Dimitrijeviću bilo od izuzetne važnosti da nitko ne preživi kako bi time eliminirao svaku mogućnost da priznaju kako je ubojstvo organizirano. Gavrilo Princip i Trifko Grabež patili su od tuberkuloze i bili su svjesni kako neće još dugo poživjeti, te su stoga bili voljni dati svoj život za svoj politički cilj - nezavisnost Bosne i Hercegovine od Austro-Ugarske. Po dolasku u Sarajevo zavjerenici su se pridružili ostalim sudionicima zavjere: Muhamedu Mehmedbašiću, Danilu Iliću, Vasi Čubriloviću, Cvijetku Popoviću, Mišku Jovanoviću i Veljku Čubriloviću.
U subotu 28. lipnja 1914. godine Franjo Ferdinand i Sofija von Chotek vlakom su stigli u Sarajevo. General Oskar Potiorek, guverner provincije Bosne i Hercegovine čekao ih je na kolodvoru kako bi ih odveo na primanje u Gradsku vijećnicu. U prvom automobilu vozili su se Fehrim Čurčić, sarajevski gradonačelnik i dr. Gerde, načelnik policije. Franjo Ferdinand i Sofija von Chotek bili su u drugom automobilu s Oskarom Potiorekom i grofom von Harrachom. Krov automobila bio je spušten kako bi okupljena gomila imala što bolji pogled na ugledne goste. Nekoliko pripadnika Crne ruke čekalo je duž rute kojom će proći Franjo Ferdinand. Svakome od njih bilo je zapovjeđeno ubiti Franju Ferdinanda kada dođe do mjesta gdje se nalaze. Prvi zavjerenik Muhamed Mehmedbašić, koji je stajao ispred zgrade Austro-mađarske banke, nije pucao kada je naišlo vozilo. Kasnije na suđenju izjavio je kako je ispred njega stajao policajac te se bojao da će ga uhititi prije nego što ispali hitac. Naredni atentator bio je Nedeljko Čabrinović. Oko 10:15 sati bacio je bombu na nadvojvodino vozilo. Međutim, vozač, koji je vidio kako nešto leti prema vozilu, je ubrzao te je bomba eksplodirala ispod kotača narednog automobila. Tada su ozbiljno ranjene dvije osobe koje su se nalazile u automobilu iza vojvodinog - Eric von Merizzi i grof Boos-Waldeck. Šrapneli bombe pogodili su i desetak promatrača.
Nakon što je bacio bombu Čabrinović je progutao cijanid i skočio u rijeku Miljacku. Međutim četiri čovjeka su ga slijedila (među kojima i dva detektiva) i uspjeli su ga uhvatiti. Otrov nije djelovao pa je odveden u policijsku stanicu. Vozač Franje Ferdinanda Franz Urban, nakon pokušaja atentata, provezao je veoma brzo pored ostalih zavjerenika te oni nisu pokušali napasti nadvojvodu. Nakon službenog primanja u Gradskoj vijećnici nadvojvoda se interesirao za osobe ranjene u atentatu. Kada su mu rekli da se još nalaze u bolnici inzistirao je da ih posjeti. Pripadnik nadvojvodine svite barun Morsey rekao je nadvojvodi kako bi to moglo biti opasno, ali je Oskar Potiorek (koji je bio odgovoran za sigurnost kraljevskog para) odgovorio: "Zar vi mislite da je Sarajevo puno atentatora?" Ipak Potiorek je predložio da nadvojvotkinja Sofija ostane u Gradskoj vijećnici. Međutim kada joj je barun Morsey to rekao ona se usprotivila: "Sve dok se danas nadvojvoda pojavljuje u javnosti i ja ću biti s njim."

Kako bi bio što sigurniji da će nadvojvoda stići do bolnice Potiorek je odlučio zaobići gradsko središte, ali je to zaboravio reći vozaču koji je u ulici Franje Josipa skrenuo desno. U to vrijeme na uglu je stajao Gavrilo Princip. Potiorek je tada shvatio da vozač ide krivim putem rekavši: "Što je ovo? Ovo je krivi put!" Vozač je zakočio i krenuo unazad. Kako je to radio sporo Princip je imao vremena izvući pištolj i ispaliti nekoliko hitaca. Nadvojvoda je pogođen u vrat, a nadvojvotkinja u abdomen. Principov metak presjekao je vratnu žilu nadvojvode, ali je on prije nego što će izgubiti svijest uspio povikati: "Sofija, draga moja! Sofija, draga moja! Nemoj umrijeti! Preživi zbog naše djece!" Vozač ih je odvezao u Konak, guvernerovu rezidenciju, ali iako su oboje bili živi kada su stigli do Konaka ubrzo su podlegli ranama. Nakon što je izvršio svoj cilj Princip je uperio pištolj u sebe. Međutim čovjek koji je primijetio što je Princip učinio uhvatio ga je za desnu ruku i spriječio ga u pokušaju samoubojstva. Ubrzo su stigla i dva policajca koja su uhitila Principa. Nakon saslušanja Principa i Čabrinovića, oni su odali svoje drugove u zavjeri koji su, osim Muhameda Mehmedbašića koji je uspio pobjeći u Srbiju, uhvaćeni i osuđeni za ubojstvo i izdaju. Prema važećem zakonu maloljetne osobe (ispod 21 godine) nisu mogle biti osuđene na smrt te su osuđeni na 20 godina zatvora.

### Smrt
Gavrilo Princip preminuo je 28. travnja 1918. godine (u 24. godini života) od tuberkuloze u zatvoru tvrđave Terezin u Češkoj. Bojeći se da bi njegove kosti mogle postati relikvije za slavenske nacionaliste, Principovi zatvorski čuvari potajno su odnijeli tijelo u neoznačeni grob, ali češki vojnik koji je bio zadužen za ukop zapamtio je mjesto, te su 1920. Princip i ostali "Vidovdanski heroji" ekshumirani i odneseni u Sarajevo na Koševo, općina Centar, gdje su pokopani u Kapelu vidovdanskih heroja, zajedničku grobnicu atentatora Mlade Bosne.
 
Za vrijeme rojalističke Jugoslavije na mjestu atentata postavljena je spomen ploča koja je uspostavom Nezavisne Države Hrvatske i dolaskom njemačke okupacijske sile maknuta. Utemeljenjem socijalističke Jugoslavije ploča je vraćena i postavljene su stope na mjestu odakle je pucao u prijestolonasljednika. Osnutkom samostalne Bosne i Hercegovine, stope su uklonjene, a obnovom fasade muzeja na čijem je zidu bila ploča, ploča je premještena niže.

## Poveznice
- Mlada Bosna
- Sarajevski atentat

## Vanjske poveznice
- (crnog.) "Ćosović: Princip je sam sebe smatrao teroristom"  Arhivirana inačica izvorne stranice od 19. travnja 2015. (Wayback Machine), portalanalitika.me, 16. prosinca 2014.